# Rune Soldier
Rune Soldier Louie (魔法戦士リウイ?, Mahō Senshi Riui) è un anime e un manga basato su una serie di light novel fantasy di Ryō Mizuno, trasmesso per la prima volta da WOWOW. La serie si svolge nel continente di Alecrast in un mondo chiamato Forcelia, ed è collegato al franchise Record of Lodoss War, sempre di Mizuno.

## Trama
Louie è uno studente dell'accademia di magia, oltre che il figlio adottivo del direttore dell'istituto. Tuttavia, Louie odia la magia per la quale non ha alcun talento. Le sue passioni infatti sono bere, flirtare e scatenare risse nelle taverne. Un giorno, Louie incontra un gruppo di giovani donne (Merrill la ladra, Genie la guerriera e Melissa la sacerdotessa) che hanno bisogno che un mago si unisca a loro. Nonostante le sue scarse abilità di mago, Louie riesce comunque a farsi accettare nel gruppo con il quale inizia a viaggiare alla ricerca di avventure. Tuttavia i quattro saranno coinvolti in un sinistro piano che potrebbe sconvolgere l'intero continente.

## Light Novel
Prima serie

0. 魔法戦士リウイ0 (ISBN 4829115009, 25 marzo 2003)
Una side story su Genie prima del suo incontro con Louie, Merrill e Melissa.
1. 魔法戦士リウイ1 (ISBN 4829128453, 25 ottobre 1998)

2. 魔法戦士リウイ2 (ISBN 4829128674, 25 febbraio 1999)

3. 魔法戦士リウイ3 (ISBN 4829128917, 25 giugno 1999)

4. 魔法戦士リウイ4 (ISBN 4829129328, 25 dicembre 1999)

5. 魔法戦士リウイ5 (ISBN 482912959X, 25 aprile 2000)

6. 魔法戦士リウイ6 (ISBN 4829129948, 30 agosto 2000)

7. 魔法戦士リウイ7 (ISBN 4829113375, 25 marzo 2001)

8. 魔法戦士リウイ8 (ISBN 4829113693, 25 luglio 2001)

9. 魔法戦士リウイ9 (ISBN 4829114053, 25 febbraio 2002)
Seconda serie

1. 剣の国の魔法戦士( オーファン王国が舞台)
ソードワールド・ノベル 剣の国の魔法戦士(ISBN 4829124776, 15 febbraio 1993)
Edizione originale
魔法戦士リウイ 剣の国の魔法戦士(ISBN 4829113723, 20 settembre 2001)
Nuova edizione
2. 魔法戦士リウイ 湖岸の国の魔法戦士
ザイン王国が舞台。(Serializzazione da giugno 1996 a marzo 1997)
(Edizione originale) (25 agosto 1997)
(Edizione corretta) (1º settembre 2001)
3. 魔法戦士リウイ 砂塵の国の魔法戦士(ISBN 4829115564, 25 settembre 2003))
Terza serie

1. 魔法戦士リウイ ファーラムの剣 賢者の国の魔法戦士 (ISBN 4829116331, 25 agosto 2004)

2. 魔法戦士リウイ ファーラムの剣 呪縛の島の魔法戦士 (ISBN 4829116986, 25 marzo 2005)

3. 魔法戦士リウイ ファーラムの剣 牧歌の国の魔法戦士 (ISBN 4829117982, 25 febbraio 2006)

4. 魔法戦士リウイ ファーラムの剣 鋼の国の魔法戦士 (ISBN 4829118849, 20 dicembre 2006)

5. 神代の島の魔法戦士

## Episodi
| Nº | Giapponese 「Kanji」 - Rōmaji                                     | In onda           | In onda |
| Nº | Giapponese 「Kanji」 - Rōmaji                                     | Giapponese        |         |
| 1  | 「勇者降臨」 - yuusha kourin                                      | 3 aprile 2001     |         |
| 2  | 「初体験」 - shotaiken                                            | 10 aprile 2001    |         |
| 3  | 「大乱闘」 - dai rantou                                           | 17 aprile 2001    |         |
| 4  | 「妖魔の森」 - youma no mori                                      | 24 aprile 2001    |         |
| 5  | 「青い課外授業」 - aoi kagaijugyou                                | 1º maggio 2001    |         |
| 6  | 「愛のために…死す？」 - ai notameni ... shisu ?                   | 8 maggio 2001     |         |
| 7  | 「ミレルの壷」 - mireru no tsubo                                  | 15 maggio 2001    |         |
| 8  | 「涙のマイリー祭り」 - namida no mairii matsuri                   | 22 maggio 2001    |         |
| 9  | 「真夏に訪れし者」 - manatsu ni otozure shi mono                  | 29 maggio 2001    |         |
| 10 | 「四大魔術師の塔」 - yondai majutsushi no tou                     | 5 giugno 2001     |         |
| 11 | 「真の勇者登場？」 - makoto no yuusha toujou ?                    | 12 giugno 2001    |         |
| 12 | 「月夜の花」 - tsukiyo no hana                                    | 19 giugno 2001    |         |
| 13 | 「女戦士の遁走曲（フーガ）」 - onnasenshi no tonsou kyoku (fuuga) | 26 giugno 2001    |         |
| 14 | 「花売りと花嫁」 - hanauri to hanayome                            | 3 luglio 2001     |         |
| 15 | 「湖畔のバカンス」 - kohan no bakansu                             | 10 luglio 2001    |         |
| 16 | 「闇の中の陰謀」 - yami no nakano inbou                           | 17 luglio 2001    |         |
| 17 | 「拳闘士リウイ」 - kentou samurai riui                            | 24 luglio 2001    |         |
| 18 | 「変身×5」 - henshin X 5                                          | 31 luglio 2001    |         |
| 19 | 「オー・マイ・ホーム!」 - ou . mai . houmu !                      | 7 agosto 2001     |         |
| 20 | 「勝利の美酒」 - shouri no bishu                                  | 21 agosto 2001    |         |
| 21 | 「勤労少女メリッサ」 - kinrou shoujo merissa                      | 28 agosto 2001    |         |
| 22 | 「反乱軍現る」 - hanran gun arawaru                               | 4 settembre 2001  |         |
| 23 | 「掟やぶりの女たち」 - okite yaburino onna tachi                  | 11 settembre 2001 |         |
| 24 | 「リウイパンチ!!!!」 - riuipanchi !!!!                            | 18 settembre 2001 |         |

## Colonna sonora
Sigla di apertura
- Twinkle Trick cantata da Ayano Okuda

Sigla di chiusura
- Love & Pain cantata da Happonashi